# I'm Made of Wax, Larry, What Are You Made Of?
I'm Made of Wax, Larry, What Are You Made Of? è un brano musicale degli A Day to Remember, terza traccia del loro terzo album in studio Homesick.

## Descrizione
Il brano vede la partecipazione di Mike Hranica, cantante dei The Devil Wears Prada, che esegue alcuni scream nel bridge del brano alternandosi con Jeremy McKinnon. Il titolo è una citazione del film Una notte al museo, in cui la statua di cera di Theodore Roosevelt, interpretata da Robin Williams, pone proprio la domanda al protagonista Larry.
Il brano è disponibile per il download nel videogioco Rock Band.

## Video musicale
Nel video ufficiale del brano, diretto da Dan Dobi, gli A Day to Remember sfidano ad una sorta di gioco tra il baseball e il dodgeball una squadra di bambini, creando varie scene ironiche e demenziali. Nel video compare anche Mike Hranica, che veste il ruolo di arbitro dell'incontro.

## Formazione
- Jeremy McKinnon – voce
- Tom Denney – chitarra solista, voce secondaria
- Neil Westfall – chitarra ritmica
- Joshua Woodard – basso
- Alex Shelnutt – batteria, percussioni

Altri musicisti
- Mike Hranica – voce